# Адлер, Эмануэль (конструктивист)
Эмануэль Адлер — уругвайский профессор политологии, заведующий кафедрой исследований Израиля в Университете Торонто. Также является редактором журнала International Organization и почетным профессором факультета политологии Копенгагенского университета.

## Биография[источникне указан 1416 дней]
Родился в 1947 году, в Уругвае. 1970 году переехал в Иерусалим с целью получения высшего образования в Еврейском университете. Именно там он получил степень бакалавра истории и международных отношений и написал магистерскую диссертацию. В 1976 году он переехал в США и в 1982 году стал доктором политических наук Калифорнийского университета в Беркли.
В 2013 году он стал членом Королевского общества Канады. В 2017 году открыл Латиноамериканский конгресс по политическим наукам.